# Deux merles blancs
Deux merles blancs est une comédie-vaudeville en 3 actes d'Eugène Labiche et Alfred Delacour, représentée pour la 1re fois à Paris au Théâtre des Variétés le 12 mai 1858.

Editions Michel Lévy frères.

## Distribution
| Acteurs et actrices ayant créé les rôles |                     |
| Personnage                               | Acteur ou actrice   |
| Mouillebec, maître d'école               | M. Adolphe Leclère  |
| Alidor de Boismouchy                     | M. Lassagne         |
| William Track, riche Américain           | M. Christian        |
| M. de Montdésir                          | M. Ferdinand Heuzey |
| Justin, domestique de Rosa               | M. Delière          |
| Premier domestique de la marquise        | M. Videix           |
| Deuxième domestique de la marquise       | M. Hector           |
| Rosa de Saint-Albano                     | Mme Alphonsine      |
| Nini Taupin, femme de chambre de Rosa    | Mme Sophie          |
| Minette, amie de Rosa                    | Mme de Géraudon     |
| La marquise de Bois-Mouchy               | Mme Nerval          |
| Marie, fille de Montdésir                | Mme Rose Deschamps  |